# شلمزار
شلمزار (بالفارسية: شلمزار) هي مدينة تقع في إيران في البلدة المركزية. يقدر عدد سكانها بـ 7,003 نسمة .